# 黟県
黟県（い-けん）は中華人民共和国安徽省黄山市に位置する県。
黟県は黄山市で最も小さな県であり、最古の県でもある。古称は黝、広徳国、愬鹵（詳細は後述）。

## 概要
黟県の可耕地は 40.3 平方キロメートル、山地は 704 平方キロメートルであり、76.3 パーセントが森林に覆われている。年平均気温は摂氏 15.8 度、降水量 1,686 ミリメートル、無霜期は 212~213 日。茶、桑など衣料作物の栽培が盛ん。特産はシイタケ、木耳、香榧（シナガヤの実）などである。
16世紀には商業が盛んなことで知られ、4千棟以上の精巧な建築が行われ、その様式は風格明朗な「皖南民居」である。（皖南（かんなん）は安徽省南部。）世界遺産に登録された西逓村、宏村も黟県内にある。
映画『臥虎蔵龍』（日本における題『グリーン・デスティニー』）は宏村で撮影された。このほか、『菊豆』『復活的罪悪』『南京的基督』『大転折』『徽商』『風月』などにも黟県で撮影されたシーンがある。

## 地理
黟県の北部には枕黄山、南部には白岳があり、四方が山に囲われた盆地である。山は黄山につながっていて外界と隔てられているため、古くから「小桃源」と呼ばれていた。北にある長江へ向かって青弋江が流れている。
黟県には現在にも古民居3,600棟が保護されており、皖南の中心地である。西逓、宏村、南屏、関麓、屏山に残る古民居は厳謹、工芸精湛なものであり、西逓、宏村は世界遺産に登録されている。

## 歴史

### 名称
黟県の古称は黝であり、紀元前221年（秦始皇26年）に作られた。紀元前19年6月、前漢の成帝の時代、黝県は広徳国と改称された。紀元前16年（鴻嘉5年）、広徳国が廃国されて再び黝県となる。王莽は10年（始建国2年）、黝県を愬鹵と改称し、丹陽郡の一部とした。25年（建武元年）、再び黝県に戻された。208年（建安13年）、孫権により丹陽郡を分割して新都郡が立てられ、黝県を黟県と改称した。

### 行政区分
1950年に黄山市太平県（今は無い）、石台県に属していた美渓、柯村、宏潭が黟県に編入された。1958年1月2日、祁門県に合併され、黟県県委（中国共産党県支部）と県政府機関も転出した。1959年4月5日、国務院の批准を受け、再び黟県が設置された。

## 行政区画
- 鎮:碧陽鎮、宏村鎮、漁亭鎮、西逓鎮
- 郷:柯村郷、美渓郷、宏潭郷、洪星郷

## 経済
黟県はその地理環境を生かして観光を主要産業としている。2003年には旅行者は111万人に達し、総収入は2.7億元であり、GDPの50%以上を占める。観光業のほか、絹糸生産、農産物加工、土産物の製造がある。

### 製糸紡織業
絹関係の産業は観光を除いて黟県の基幹産業である。1980年代初めに桑の植生が行われ、それから20年で桑園4.5万畝、繭の年生産量2千トンとなっている。製糸会社も2つあり、生糸の年生産量は400トン、これは安徽省で第2位である。また、練糸の年生産量は260トンで、これは安徽省で第1位である。絹関係の産業総収入は1.5億元以上に達する。

### 農業副産物加工
黟県には農業副産物加工の企業も多い。桃源罐頭食品有限公司は糖水板栗(むき栗の水煮)、箬葉(クマザサの葉、香り付けに使う)、乾燥野菜の千切り、筍の缶詰などの生産を行っており、とりわけ糖水板栗の生産量は中国第1で、その95%が輸出用である。また、黟県臘八豆腐、宏潭豆腐乳などが伝統的手工業で生産されており、中国の大手スーパーなど入手できる。
黟県は昔から茶の生産地として名高く、黄山毛峰、五渓香芽、西逓翠眉などの品種が知られる。また、黟県泗渓郷の香榧は安徽省を代表する名産品であり、とりわけ米榧と尚榧が観光客に人気がある。

### 土産物の製造
黟県の観光業の発展に伴って、土産物製造業も発展を続けた。始めは個人による簡単な工芸品から始まり、後に金星工芸品廠、黄山市民間工芸品有限公司などが中心になって加工企業も100に達するようになった。とりわけ文房四宝(筆・墨・紙・硯)と呼ばれる、木彫り、レンガ彫り、石彫りの製品は日本や韓国に輸出されるほか、中国の20以上の省市で売られている。黟県は中国東部の観光用工芸品生産地、貿易拠点として発展を続けている。

### その他の産業
黟県の機械電力設備、玩具、木竹製品産業の始まりは比較的早い。軸受、長絨玩具、高性能磁性材、小型機などが生産されており、それなりの規模に発展している。黟県の竹材合板工場は、中国でも比較的初期に始まっており、その生産技術は今でも高い。

### 特産品
「泗渓三宝」──苦丁茶、香榧、葛粉。
- 苦丁茶：日本でも近年、苦い茶の代表として知られている。
- 香榧：シナガヤの実。果肉に豊富な脂肪分、蛋白質、糖質、炭水化物を含み、ビタミン、不飽和脂肪酸も豊富である。
- 臘八豆腐：黟県の家庭風味の特産品であり、中国暦12月8日(臘八)前後にはどの家庭も豆腐を作り、これを乾燥させたものを臘八豆腐としている。
- 食桃：良質の籼(大陸性の稲)に一定比率でもち米を混ぜて挽いた米粉。水を加えてダンゴにし、蒸して食用とする。

## 交通

### 鉄道
- 中国国家鉄路集団
  - 杭昌高速鉄道（中国語版）
    - 黟県東駅

  - 皖贛線

### 道路
- 高速道路
  - 黄浮高速道路

## 観光

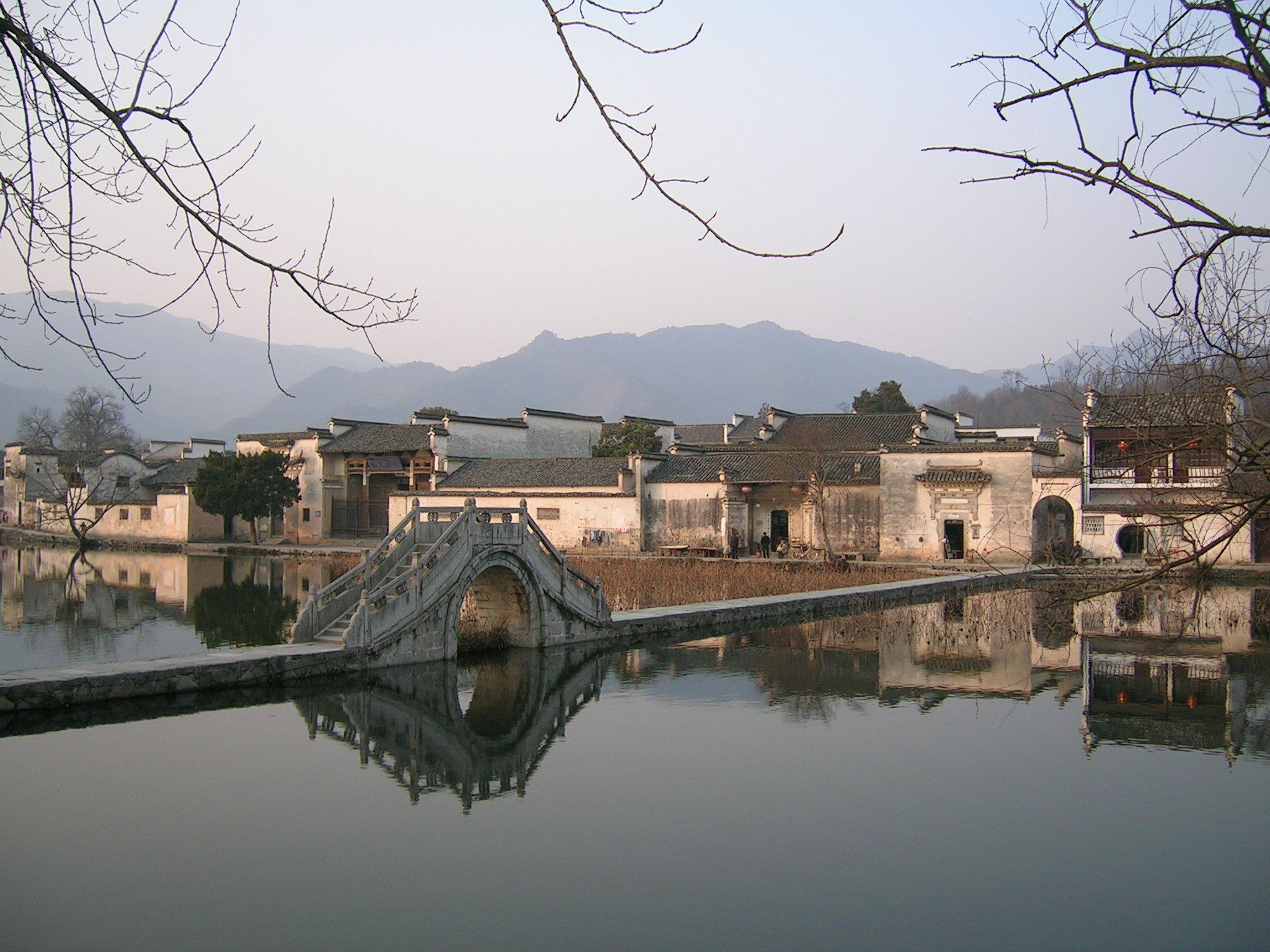
宏村

黟県の「桃花源里人家」と呼ばれる西逓と、「中国画里郷村」と呼ばれる宏村の2つの古村落は世界遺産に登録されている。
その他、菊豆ゆかりの郷である南屏、神秘的な八大家連体建築の関麓、古黟の風水村（舒秀文の故居）屏山、徽州第一木彫楼、塔川秋色、木坑竹海、清末の名妓賽金花故居、陶淵明後裔の居住地陶嶺村落、宏村龍池湾農耕文化園などが著名である。
また、五渓山自然保護区、西逓古石窟群、鴛鴦谷、十里桃花長廊等も観光地として開発中である。

## 詩文での描写
宋代の文学家陶淵明は、黟県の風景を『桃花源記』の中で描写している。
唐代の詩人李白により、
と詠われている。